# Sumitomo Bakelite
Sumitomo Bakelite Co., Ltd. — японская компания химической промышленности. Входит в кэйрэцу Sumitomo. Специализируется на производстве фенольных смол, эпоксидной смолы и пр.

## История
История компании начинается в 1911 году, когда компания Sankyo Company приобретает патент на производство синтетической смолы под маркой «Bakelite» в Японии. В 1932 году департамент производства синтетических смол выделяется в отдельную компанию с названием Nippon Bakelite Co., Ltd., которая в 1955 году входит в империю Sumitomo и получает своё современное название.
В 1957 году компания открывает новый завод в Кавасаки, в 1962 году — в Сидзуоке.
В 1980-е годы производственная структура компании претерпевает значительные изменения. Так, открываются новые заводы в Уцуномии и на Мукодзиме, а заводы в Кавасаки и Киото закрываются.
В 1990-е годы открываются филиалы компании в Малайзии, Китае и на Тайване.
В 2001 году Sumitomo Bakelite приобретает фенольный бизнес Occidental Chemical Corporation в Северной Америке и Бельгии, в 2003 году поглощает Acquired Fers Resins в Испании, в 2007 году Acquired Neopreg в Швейцарии.

## Компания сегодня
В настоящее время в производственную структуру Sumitomo Bakelite, исключая дочерние компании, входит 4 завода: в Амагасаки, Кануме, Сидзуоке и Уцуномии, а также 8 лабораторий.